# Arp Museum Bahnhof Rolandseck

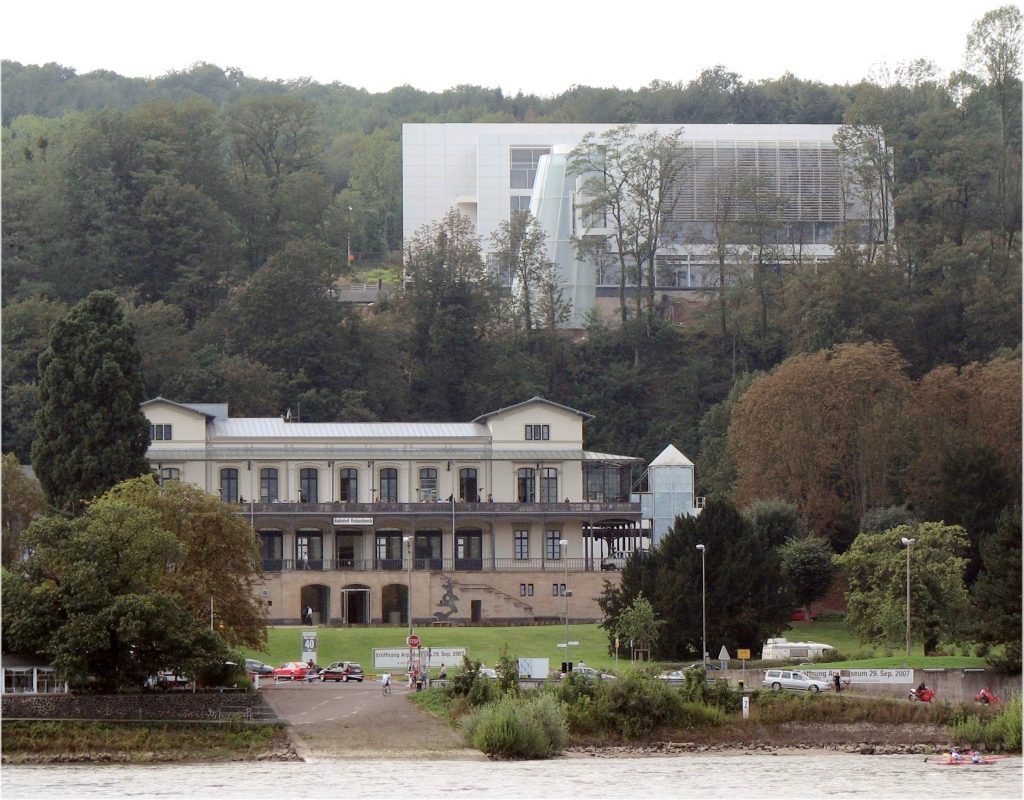
Arp Museum

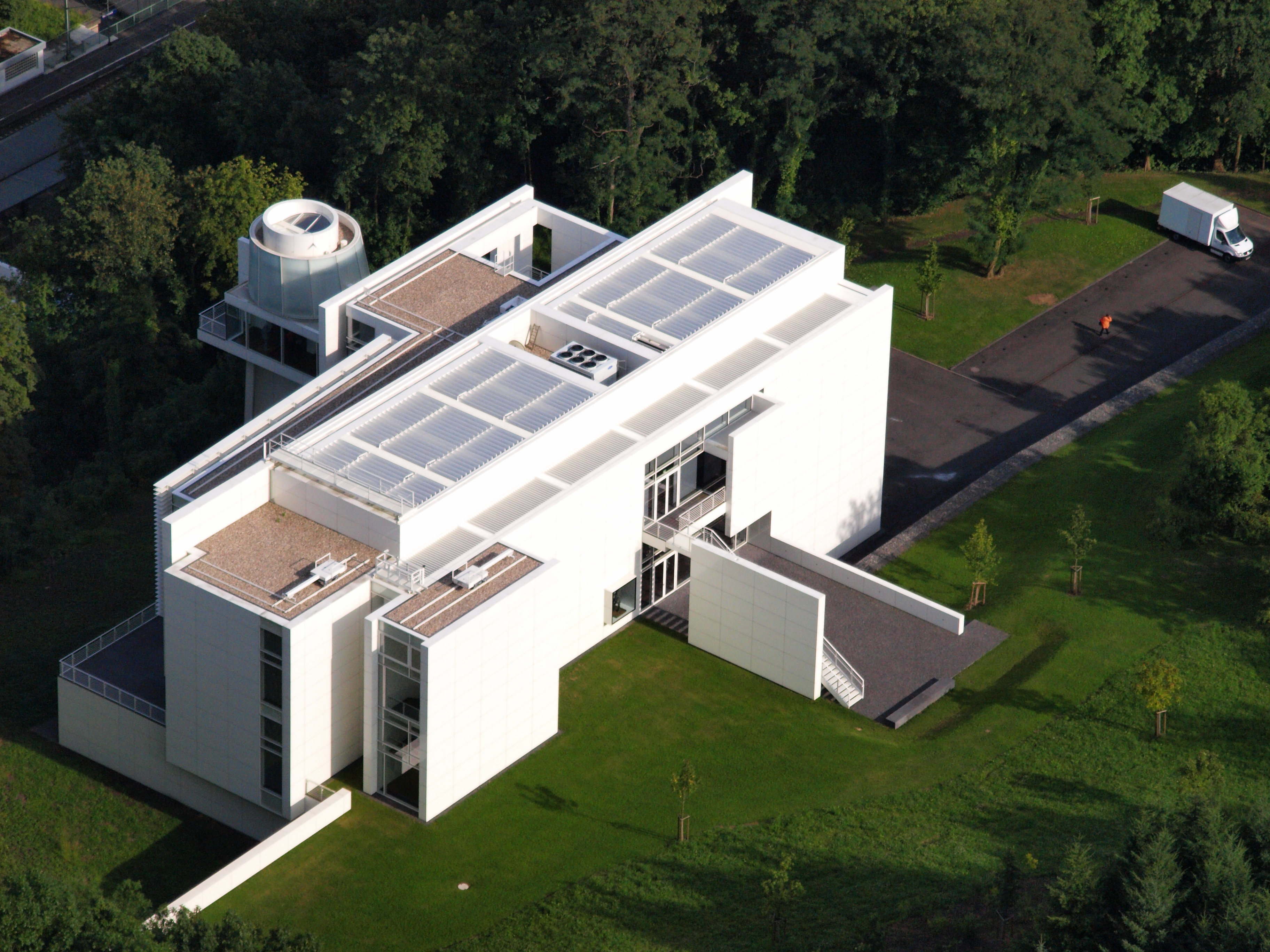
Arp Museums nya byggnad

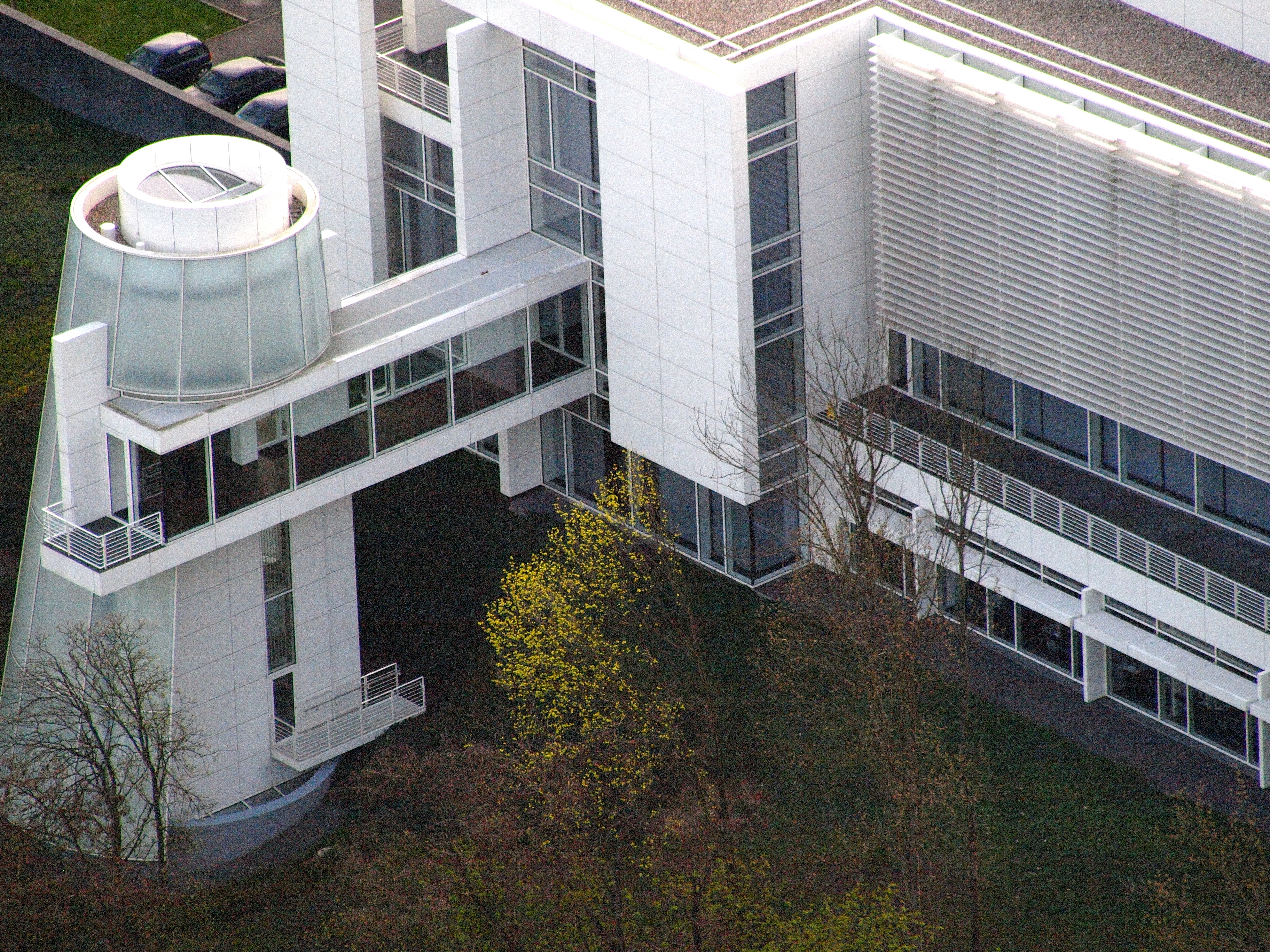
Detalj av den nya byggnaden

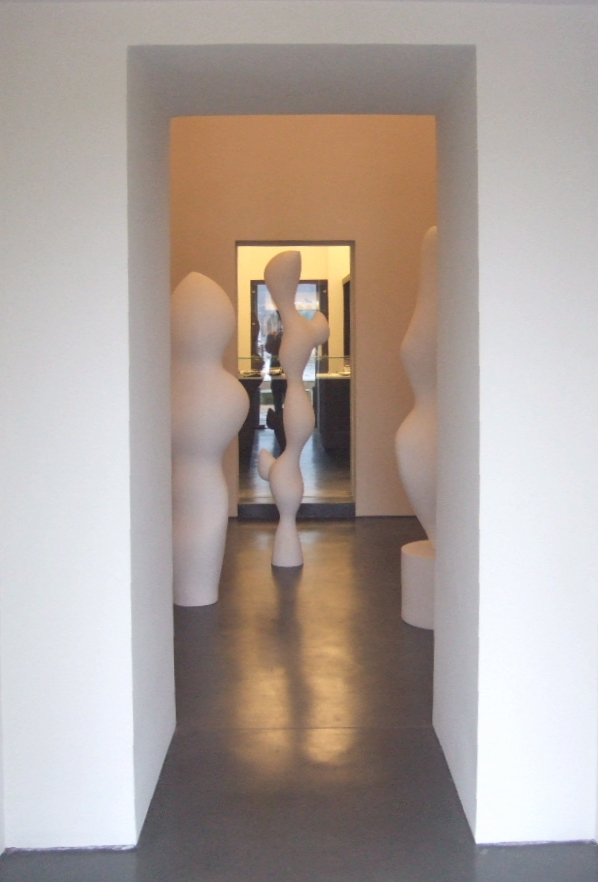
Interiör

Arp Museum Bahnhof Rolandseck är ett konstmuseum i Remagen i Rheinland-Pfalz i Tyskland.
Museet drivs av Landes-Stiftung Arp Museum Bahnhof Rolandseck, och visar bland annat konst av Jean Arp och  Sophie Taeuber-Arp samt målningar av gamla mästare ur Gustav Raus konstsamling. Museet arrangerar förutom utställningsverksamhet också konserter och andra kulturarrangemang.
Museet är inrymt dels i en järnvägsstation från 1800-tralet, dels i en närliggande nyuppförd byggnad i sluttningen ovanför. Den ursprungliga byggnaden invigdes som museum 1964. Nybyggnaden, som invigdes 2007, ritades av Richard Meier.

## Historik
Stationsbyggnaden Bahnhof Rolandseck, uppförd 1856-58, användes från 1964, under ledning av galleristen och konstsamlaren Johannes Wasmuth, som ett kulturcentrum med konserter, utställningar konstnärsateljéer och -bostäder. Efter det att Johannes Wasmuth avlidit 1997 tynade denna verksamhet bort. Järnvägsstationen öppnade igen 2004 som Arp-Museum Bahnhof Rolandseck av Stiftung Hans Arp und Sophie Taeuber-Arp e. V. och förbundslandet Rheinland-Pfalz, ett samarbete som upphörde 2008.   
Museet var 2010 med 61.000 besökare förbundslandet Rheinland-Pfalz mest besökta museum.